# Victory Engineering
Victory Engineering – były włoski zespół wyścigowy, założony w 2002 roku przez Gabriele De Bono. Ekipa pojawiała się jednak na liście startowej w Formule Renault 3.5 (lata 2005-2007), Euro Formule 3000, Formule Renault V6 Eurocup oraz w Brytyjskiej Formule BMW. Zespół zakończył działalność w 2007 roku.

## Starty

### Formuła Renault 3.5
| Rok  | Bolid               | Kierowcy            | Wyścigi | Wygrane | PP | NO | Pkt | M.K. | M.Z. |
| ---- | ------------------- | ------------------- | ------- | ------- | -- | -- | --- | ---- | ---- |
| 2005 | Dallara T05–Renault | Enrico Toccacelo    | 9       | 1       | 1  | 1  | 36  | 12   | 8    |
| 2005 | Dallara T05–Renault | Danilo Dirani       | 2       | 0       | 0  | 0  | 0   | NS   | 8    |
| 2005 | Dallara T05–Renault | Davide Rigon        | 4       | 0       | 0  | 0  | 4   | 26   | 8    |
| 2005 | Dallara T05–Renault | Tomáš Kostka        | 11      | 0       | 0  | 0  | 6   | 23   | 8    |
| 2005 | Dallara T05–Renault | Richard Antinucci   | 2       | 0       | 0  | 0  | 0   | NS   | 8    |
| 2006 | Dallara T05–Renault | Álvaro Parente      | 15      | 3       | 0  | 0  | 94  | 5    | 6    |
| 2006 | Dallara T05–Renault | Hayanari Shimoda    | 15      | 0       | 0  | 0  | 23  | 12   | 6    |
| 2006 | Dallara T05–Renault | Oliver Jarvis       | 2       | 0       | 0  | 0  | 0   | NS   | 6    |
| 2007 | Dallara T05–Renault | Giedo van der Garde | 17      | 0       | 0  | 1  | 67  | 6    | 9    |
| 2007 | Dallara T05–Renault | Charlie Kimball     | 13      | 0       | 0  | 0  | 7   | 24t  | 9    |
| 2007 | Dallara T05–Renault | Alberto Valerio     | 2       | 0       | 0  | 0  | 0   | NS   | 9    |